# Wachendorfia brachyandra
Wachendorfia brachyandra är en enhjärtbladig växtart som beskrevs av Winsome Fanny 'Buddy' Barker. Wachendorfia brachyandra ingår i släktet Wachendorfia och familjen Haemodoraceae. Inga underarter finns listade.